# Vallée del Francés
La vallée del Francès (en espagnol : valle del Francés, littéralement « vallée du Français ») est une vallée située dans le massif del Paine, à l'intérieur du parc national Torres del Paine.
La vallée del Francès est entourée à l'ouest par le cerro Paine Grande (dont le sommet principal atteint 3 050 m) et à l'est par les Cuernos del Paine. Elle est traversée par le río del Francés.

## Tourisme
La vallée del Francès est située sur le circuit « W », le chemin de randonnée pédestre le plus emprunté du parc national. Deux refuges sont situés dans la vallée : le campamento Británico (« campement britannique ») et le campamento Italiano (« campement italien »).

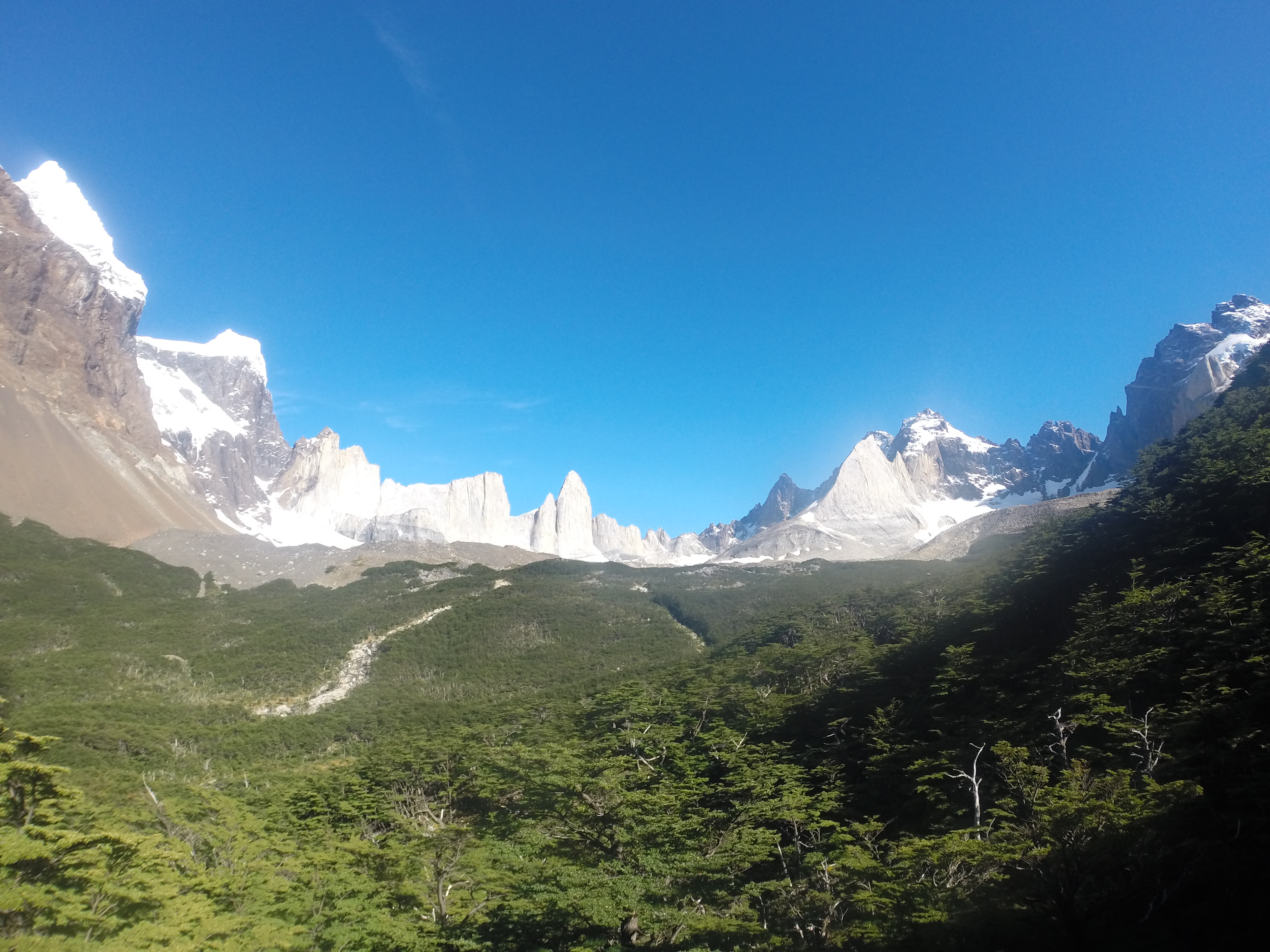
Vue de la vallée depuis le mirador Británico
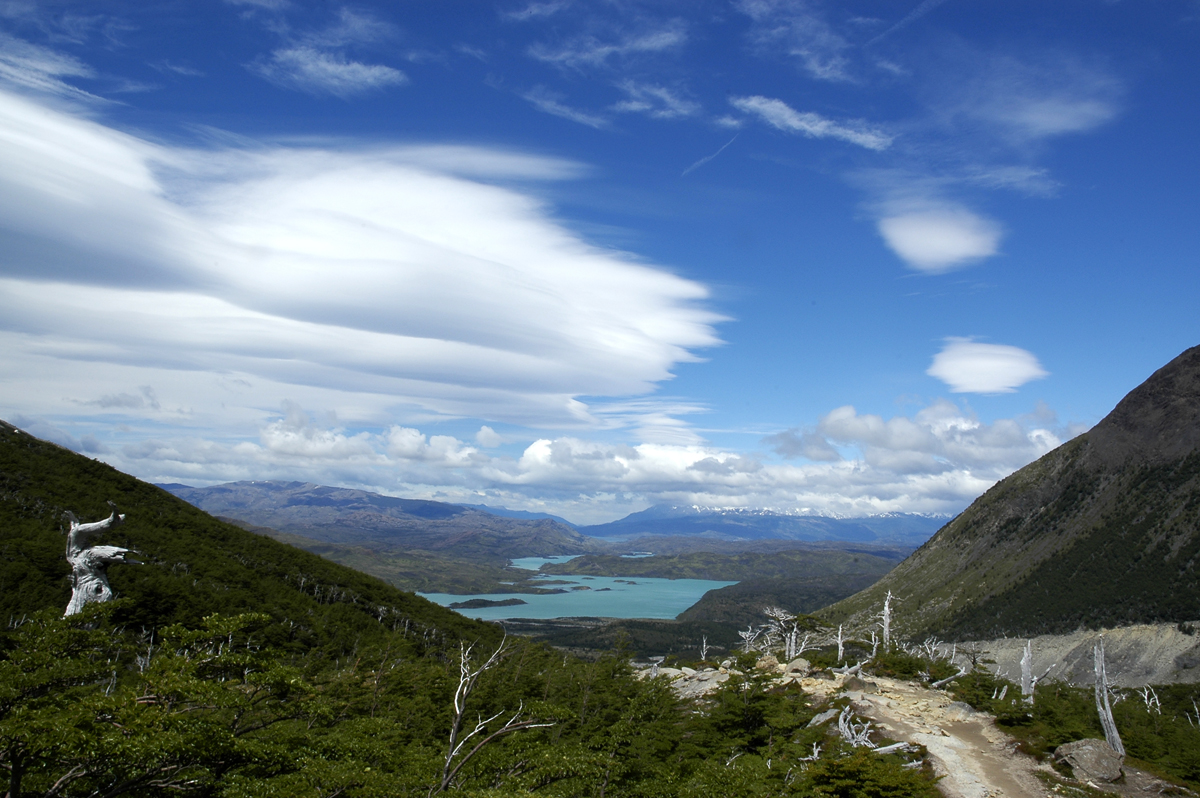
La vallée del Francés avec, en contrebas, le lac Nordenskjöld et le lac Pehoé.
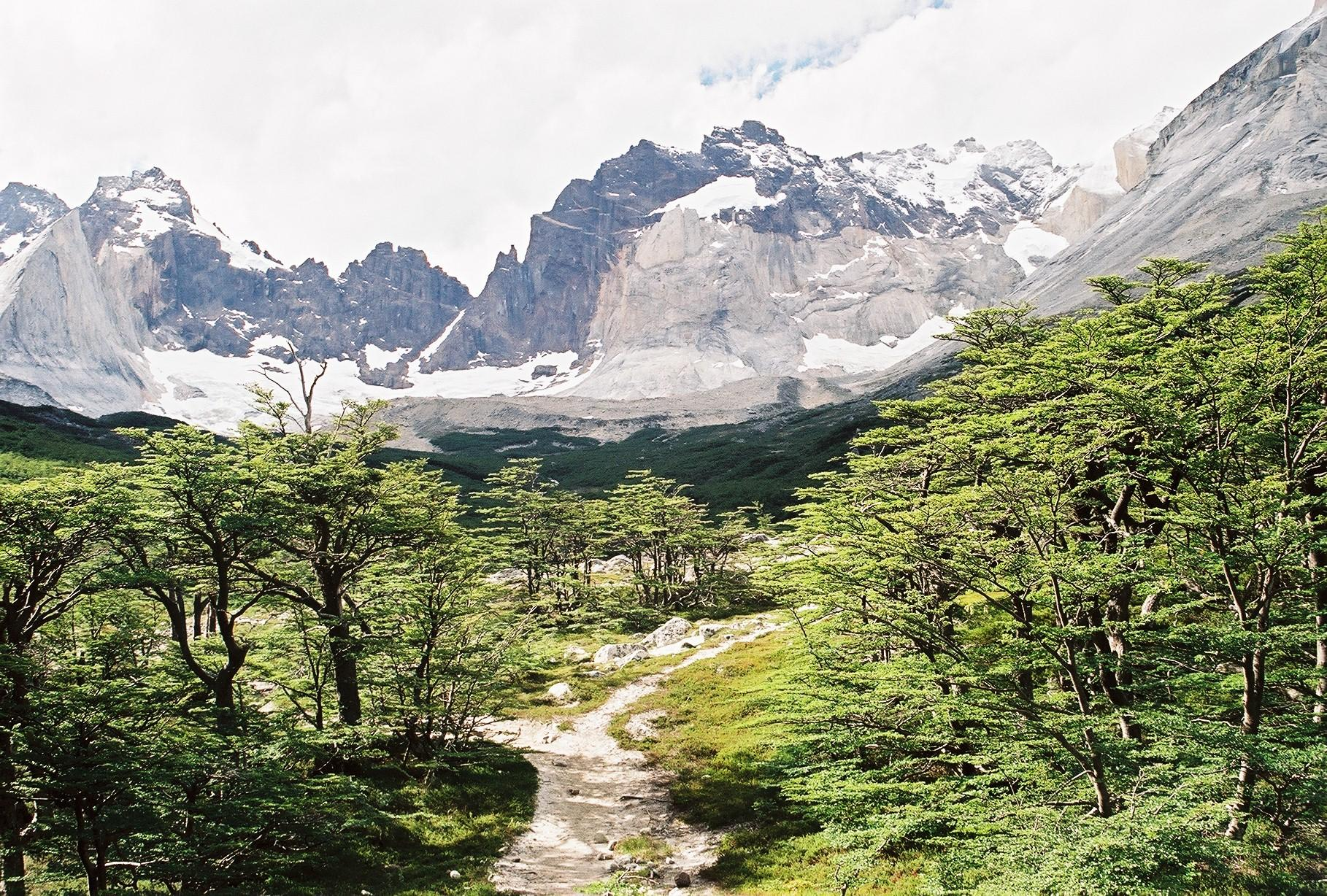